# Transcendencja (religia)
Transcendencja – istnienie poza. W chrześcijaństwie odnosi się najczęściej do Boga, który jest odrębny wobec świata stworzonego, widzialnego. Transcendencja Boga jest w tym znaczeniu poniekąd synonimem jego świętości. We współczesnej teologii padają zarzuty wobec pojęcia transcendencji Boga, ponieważ postuluje ono obojętność Boga wobec historii człowieka i świata, zamykając go w jego pozaświatowej sferze egzystencji. Zwolennicy poglądu o transcendencji Boga wskazują jednak, że należy ją rozumieć jako przesłankę jego tajemnicy, która udziela się człowiekowi w historii.